# Ласоцкий, Юзеф
Юзеф Адам Феликс Бронислав Ласоцкий (пол. Józef Adam Feliks Lasocki; 27 ноября 1861, Бежунь — 8 июня 1931, Краков) — польский военный, граф, генерал-майор императорской и королевской армии, дивизионный генерал польской армии.

## Биография
Представитель шляхетского рода Ласоцких герба Долэнга. Сын Бронислава Ласоцкого, помещика, повстанца 1863 года, и Фелиции Воловской. Он получил образование в гимназиях в Тарнополе и Жешуве. В 1878—1879 годах окончил два семестра на юридическом факультете Ягеллонского университета и один семестр на философском факультете Женевского университета, после чего прервал учёбу и отслужил год добровольцем в военной службе в 1-й Галицком уланском полку в Кракове. В 1880—1882 годах учился в юнкерском училище. С 1882 года в австрийской армии. Он окончил Офицерскую кавалерийскую школу и до 1913 года служил профессиональным офицером в австрийской кавалерии в 1-м уланском полку в Кракове. Подполковник с 1911 года. Затем командовал 2-м уланским полком на фронте. Полковник с 1914 года. Воевал на Русском фронте. В марте 1917 года он принял командование XXIV стрелковой бригадой. 1 мая 1918 года произведен в генерал-майоры.

## Служба в Войске Польском
7 января 1919 года он был принят в Войско Польское и назначен заместителем командующего Лодзьским генеральным округом. В марте 1919 года принял командование 2-й кавалерийской бригадой, а затем Занеменской группой, 2-й Литовско-Белорусской дивизией (с 21 октября 1919 года) и 8-й стрелковой дивизией (с ноября 1919 года). С 25 февраля 1920 года он оставался в распоряжении Главнокомандующего. В августе 1920 года назначен командиром группы «Нижняя Висла». 17 августа он прибыл со своим штабом в Лонцко. В связи с окончанием боев в разделе группы командование не принял. 9 сентября 1920 года вновь передан в распоряжение Главнокомандующего, в соответствии с которым ему было поручено провести смотр (перлюстрацию) подвижного состава Действующей армии Украинской Народной Республики.
1 апреля 1921 года уволен в отставку в звании генерал-лейтенанта. 26 октября 1923 года президент Речи Посполитой Станислав Войцеховский утвердил его в звании действительного генерал-майора со старшинством 1 июня 1919 года в генеральском корпусе. После выхода на пенсию поселился в Кракове, где и умер 8 июня 1931 года.

## Семья
Он был потомственным графом по отцу Брониславу, а сам получил подтверждение титула в Австрии 8 апреля 1888 года.
В браке с баронессой Марией Терезой, урождённой Ромашкан, у них было четверо детей:
- Стефан Якуб Юзеф (1897—1943), умер в концлагере Штуттгоф
- Ян Казимеж (1899—1936)
- Тереза (1905—1974), жена профессора Кароля Эстрейхера
- Ева (1908—1992)

## Ордена и награды
- Крест Храбрых — дважды
- Знак за военную службу (Австро-Венгрия) — 25 лет (1904 г.)
- Медаль «За военные заслуги» (Австро-Венгрия) (1906)